# Parudenus
Parudenus is een geslacht van rechtvleugeligen uit de familie grottensprinkhanen (Rhaphidophoridae). De wetenschappelijke naam van dit geslacht is voor het eerst geldig gepubliceerd in 1910 door Günther Enderlein.

## Soorten
Het geslacht Parudenus omvat de volgende soorten:
- Parudenus aterrimus Karny, 1937
- Parudenus falklandicus Enderlein, 1910